# Kim Je-deok
Kim Je-deok (kor. 김제덕; ur. 12 kwietnia 2004) – południowokoreański łucznik, podwójny mistrz olimpijski z Tokio 2020, mistrz świata.

## Wyniki
| Impreza            | Rok   | Miejsce | Konkurencja   | Pozycja |                      |      |       |               |     |
| ------------------ | ----- | ------- | ------------- | ------- | -------------------- | ---- | ----- | ------------- | --- |
| Impreza            | Rok   | Miejsce | Konkurencja   | Pozycja | Igrzyska olimpijskie | 2020 | Tokio | indywidualnie | 17. |
| drużynowo          | złoto |         |               |         | Igrzyska olimpijskie | 2020 | Tokio |               |     |
| mikst              | złoto |         |               |         | Igrzyska olimpijskie | 2020 | Tokio |               |     |
| Mistrzostwa świata | 2021  | Yankton | indywidualnie | 8.      |                      |      |       |               |     |
| Mistrzostwa świata | 2021  | Yankton | drużynowo     | złoto   |                      |      |       |               |     |